# Umeå Airport

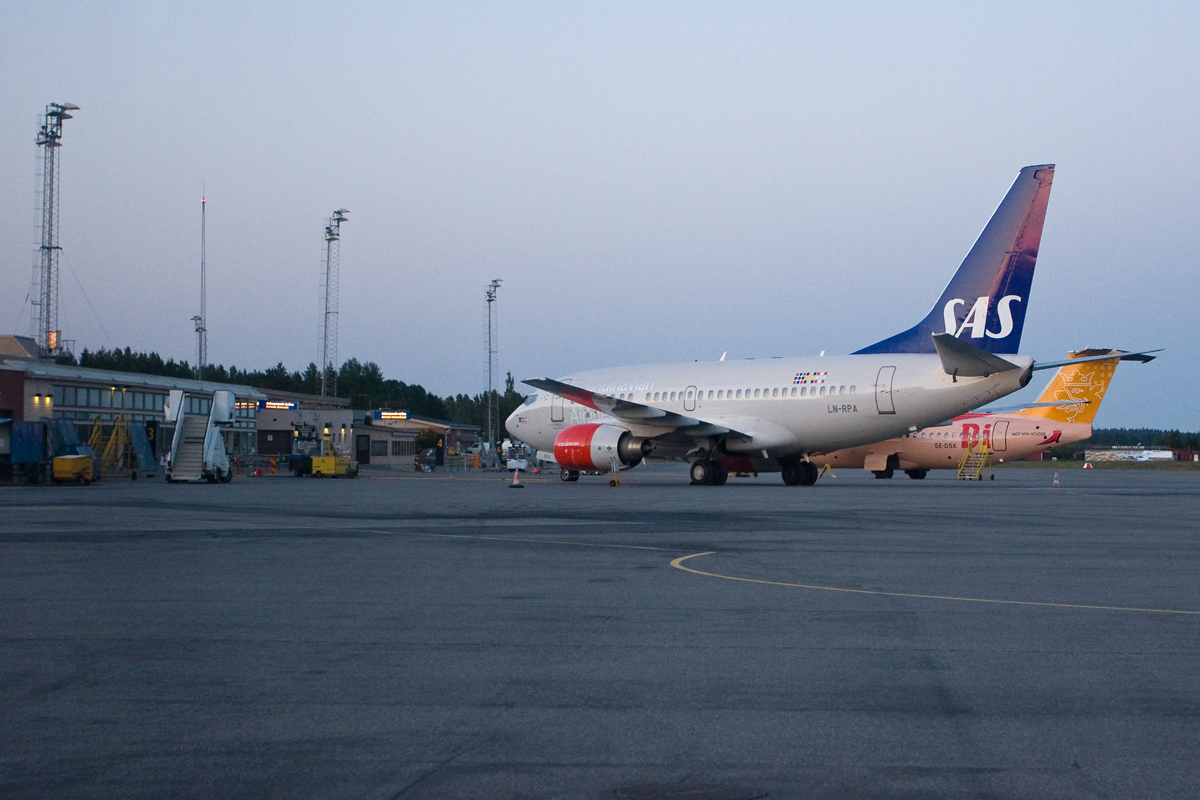
Boeing 737 från SAS och Avro RJ100 från Malmö Aviation på flygplatsen i juni 2009.

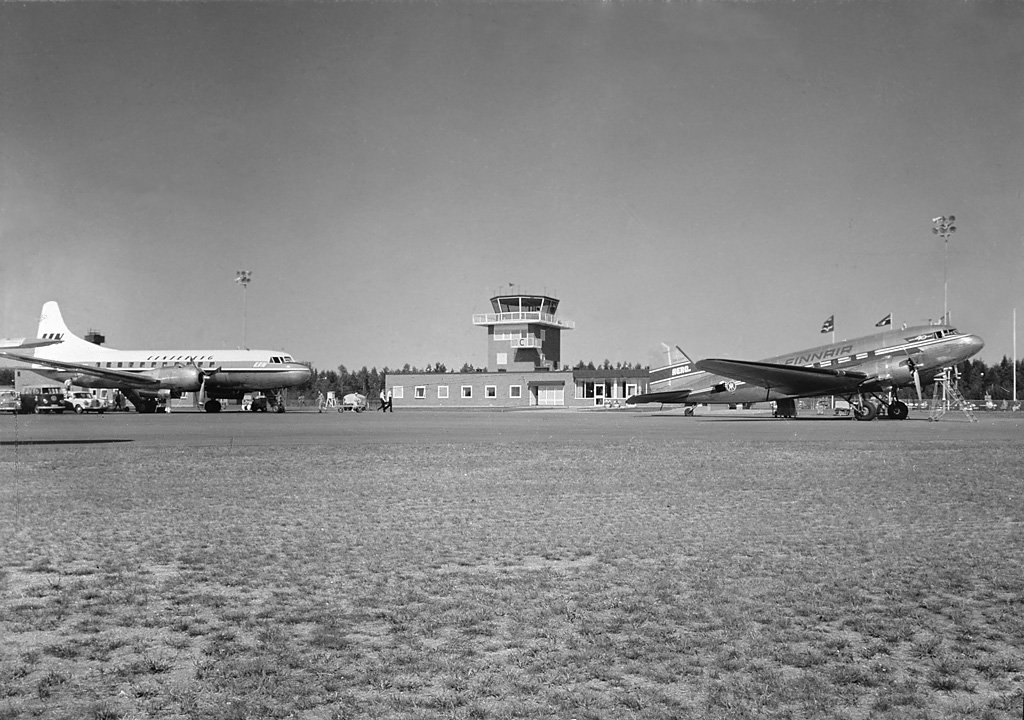
Umeå flygplats i början på 1960-talet med två flygplan - en Convair 440 Metropolitan från svenska Linjeflyg och en Douglas DC-3 från finska Finnair.

Umeå Airport (IATA: UME, ICAO: ESNU) är en internationell flygplats belägen 4 kilometer från centrala Umeå i stadsdelen Alvik.

## Historia
Planer på en flygplats i Umeå hade funnits sedan tidig första världskrigstid då Anna Grönfeldt lämnade in en motion till stadsfullmäktige om att bygga en flygplats. År 1916 tyckte man dock inte att behovet av civilt flyg var tillräckligt stort för att en flygplats skulle byggas. Under 1920-talet skissade Gustav Rosén fram ett linjesystem där Norrland knöts samman med ett antal flygplatser. Det dröjde dock till 1947 innan ett preliminärt avtal mellan Umeå stad och staten slöts för anläggandet av flygplatsen. Avtalet innebar att staden skulle stå för mark och ledningar, och staten för banor och flygtrafik. 
En viktig fråga handlade om lokaliseringen av de flygplatser som skulle försörja Norrlandskusten. Inledningsvis försörjde flygplatsen i Nordmaling orterna Örnsköldsvik och Umeå samt Skellefteå med omnejd. Kommunikationsminister Gösta Skoglund beslöt dock utreda placering av flygplatser intill var och en av de större städerna längs kusten. Anläggningskostnaderna för en flygplats i Umeå  beräknades 1959 till cirka 12 miljoner kronor, men slutsumman slutade på ungefär halva beloppet.
Under hösten 1958 provstartade och landade en Piper Cub från Umeå flygskola på flygplatsen. Statliga Linjeflyg började trafikera Umeå flygplats under 1962.
Flygplatsen kallades de första åren ofta "Alvik", efter området den ligger i, men det officiella namnet var Umeå flygplats, fram till i slutet av 2008. I samband med invigningen av den ombyggda terminalen den 5 december 2008 bytte flygplatsen namn till Umeå City Airport. Beteckningen "City" anspelade på att den ligger nära staden. I folkmun kallas den fortfarande Umeå flygplats. Under våren 2011 gjordes en ytterligare namnändring i samband med Swedavias omprofilering, nu till Umeå Airport.
Vid flygplatsen finns Scandinavian Air Ambulance, med två flygplan, och sedan våren 2012 även en bas för Sjöfartsverkets räddningshelikoptrar.

### Stadsnära
Flygplatsen är idag en av Sveriges mest stadsnära, endast ungefär 5 km från Umeås stadskärna och 3 km från Umeå universitet – något som uppskattas av resenärer men samtidigt medför en del miljömässiga olägenheter, inte minst att många drabbas av buller över områden som berörs av starter och landningar, trots att man undvikit att bygga på det mest utsatta området. Dock har bullernivån minskat bland annat i och med att Norwegian bytte ut sin flotta av MD-80-flygplan till de tystare Boeing 737, något som minskat ljudnivån till hälften vid Norwegians starter.
Enligt beräkningar gjorda av SVT Västerbotten är Umeå Airport en av länets största källor till utsläpp av koldioxid, drygt 100 000 ton per år.
Flygplatsen har Sveriges snabbaste flygbuss in till stadens centrum, med en restid på endast 8 minuter.

### Trafikvolymer
Flygplatsen har under åren byggts ut successivt, såväl vad gäller terminalyta och landningsbana, och både person- och godstrafiken har ökat starkt. I slutet av 1990-talets anlades intill flygplatsen Sveriges nordligaste postsorteringsterminal, som år 2005 hanterade cirka 5 600 ton post, vilket gör flygplatsen till Sveriges näst största postflygterminal.
Efter små minskningar av passagerarantalet under 2006 och 2009 har trafiken ökat varje år till rekordnoteringen på 1 057 373 passagerare år 2016. Två år tidigare var det första året med mer än en miljon resenärer och miljonte passageraren landade den 17 december 2014. Den utrikes chartertrafiken har också ökat på senare år, och stod 2013 för drygt sju procent av resenärerna. Totalt sett är Umeå flygplats Swedavias sjätte största mätt i antalet passagerare, och tävlar med Luleå Airport om att vara Norrlands mest trafikerade. Räknas samtliga flygplatser blir Umeå flygplats Sveriges åttonde största räknat i antal passagerare (2008).

## Framtid
Den 7 februari 2012 beslutade Umeå kommun att gå in som medfinansiär till en utbyggnad av flygplatsen. Investeringen avsåg en utbyggnad i två etapper. Den första etappen bestod av en ut- och ombyggnad av både ankomsthall och avgångshall samt nybyggnad av ett garage. Även säkerhetskontrollen utökades och byggdes om. Efter drygt ett och ett halvt år ombyggnationer invigdes etapp ett den 25 mars 2014. I den andra etappen finns planer på fler taxibanor samt en påbyggnad av terminalbyggnaden med en våning med ombordstigningsbryggor, beräknas att stå klar år 2020.
Enligt en "masterplan" beslutad av Swedavia år 2017 ingår en rad förbättringsarbeten och planer för flygplatsen under drygt 30 år framöver. Uppställningsplatser för flygplan utökas etappvis från sex till nio mellan åren 2017 och 2020 samt en förlängning av landningsbanan med cirka 300 meter mot sydost – något som dock skulle kräva att E12 mot Obbola och Holmsund grävs ned i en tunnel under banan.

## Flygbolag och destinationer

### Passagerare (reguljärt)
| Flygbolag             | Destinationer      |
| --------------------- | ------------------ |
| Jonair                | Östersund          |
| Norwegian Air Shuttle | Stockholm-Arlanda  |
| Scandinavian Airlines | Stockholm-Arlanda, |

### Frakt
| Flygbolag      | Destinationer                       |
| -------------- | ----------------------------------- |
| Zimex Aviation | Gällivare, Luleå, Stockholm-Arlanda |

## Till och från Umeå Airport
- Flygbuss till och från flygplatsen går en till fyra gånger i timmen.[15]
- Flygtaxi (förbokas) och taxi finns.
- Biluthyrning finns (firmor: Avis, Hertz, Europcar och National Car Rental).
- Parkering för egen bil finns, både korttids- och långtidsparkering (båda är avgiftsbelagda), samt för cykel.

Kommunhuvudorter som betjänas av Umeå flygplats har följande vägavstånd:
- Bjurholm 63 km
- Nordmaling 51 km
- Robertsfors 58 km
- Umeå 5 km
- Vindeln 60 km
- Vännäs 36 km

## På flygplatsen
Sjöfartsverkets helikopterverksamhet har en flygbas för en av landets sju SAR-helikoptrar. Från 2021 ska kommunalförbundet Svenskt Ambulansflyg ha en–två Pilatus PC-24 ambulansflygplan stationerade vid flygplatsen.
Swedavia har en informationsdisk i terminalen, där det även finns en restaurang.
Travelshopping (taxfreebutik) är öppen för alla resenärer oavsett destination. Som alltid säljs alkohol och tobak endast till resenärer på väg ut ur EU. 
Brevlåda och bankomat finns och för den som önskar att surfa finns trådlös anslutning till internet.

## Passagerarstatistik
Sökfråga på wikidata efter rådata.
| Passagerarstatistik - Umeå Airport             | Passagerarstatistik - Umeå Airport | Passagerarstatistik - Umeå Airport | Passagerarstatistik - Umeå Airport | Passagerarstatistik - Umeå Airport |
| ---------------------------------------------- | ---------------------------------- | ---------------------------------- | ---------------------------------- | ---------------------------------- |
|                                                |                                    |                                    |                                    |                                    |
| År                                             |                                    |                                    | Passagerare                        |                                    |
| 1997                                           | 1997                               |                                    | 664 811                            | 664 811                            |
| 1998                                           | 1998                               |                                    | 690 025                            | 690 025                            |
| 1999                                           | 1999                               |                                    | 736 562                            | 736 562                            |
| 2000                                           | 2000                               |                                    | 736 313                            | 736 313                            |
| 2001                                           | 2001                               |                                    | 739 818                            | 739 818                            |
| 2002                                           | 2002                               |                                    | 721 752                            | 721 752                            |
| 2003                                           | 2003                               |                                    | 705 833                            | 705 833                            |
| 2004                                           | 2004                               |                                    | 742 591                            | 742 591                            |
| 2005                                           | 2005                               |                                    | 810 274                            | 810 274                            |
| 2006                                           | 2006                               |                                    | 802 206                            | 802 206                            |
| 2007                                           | 2007                               |                                    | 811 429                            | 811 429                            |
| 2008                                           | 2008                               |                                    | 823 159                            | 823 159                            |
| 2009                                           | 2009                               |                                    | 815 362                            | 815 362                            |
| 2010                                           | 2010                               |                                    | 846 083                            | 846 083                            |
| 2011                                           | 2011                               |                                    | 955 132                            | 955 132                            |
| 2012                                           | 2012                               |                                    | 981 831                            | 981 831                            |
| 2013                                           | 2013                               |                                    | 989 094                            | 989 094                            |
| 2014                                           | 2014                               |                                    | 1 042 891                          | 1 042 891                          |
| 2015                                           | 2015                               |                                    | 1 047 081                          | 1 047 081                          |
| 2016                                           | 2016                               |                                    | 1 057 373                          | 1 057 373                          |
| 2017                                           | 2017                               |                                    | 1 055 353                          | 1 055 353                          |
| Källa: Transportstyrelsens flygplatsstatistik. |                                    |                                    |                                    |                                    |